# صومعه توماس مقدس (آگولیس)
صومعه توماس مقدس (آگولیس) (ارمنی: Սուրբ Թովմա առաքյալ վանք (Ագուլիս)؛ ) یک کلیسا متعلق به کلیسای حواری ارمنی واقع در شهر آگولیس بالا، جمهوری خودمختار نخجوان جمهوری آذربایجان می‌باشد. ساخت و ساز این ساختمان در سده ۳۰۵ میلادی؛ به پایان رسید. این بنا به سبک معماری ارمنی طراحی شده است.

## نگارخانه

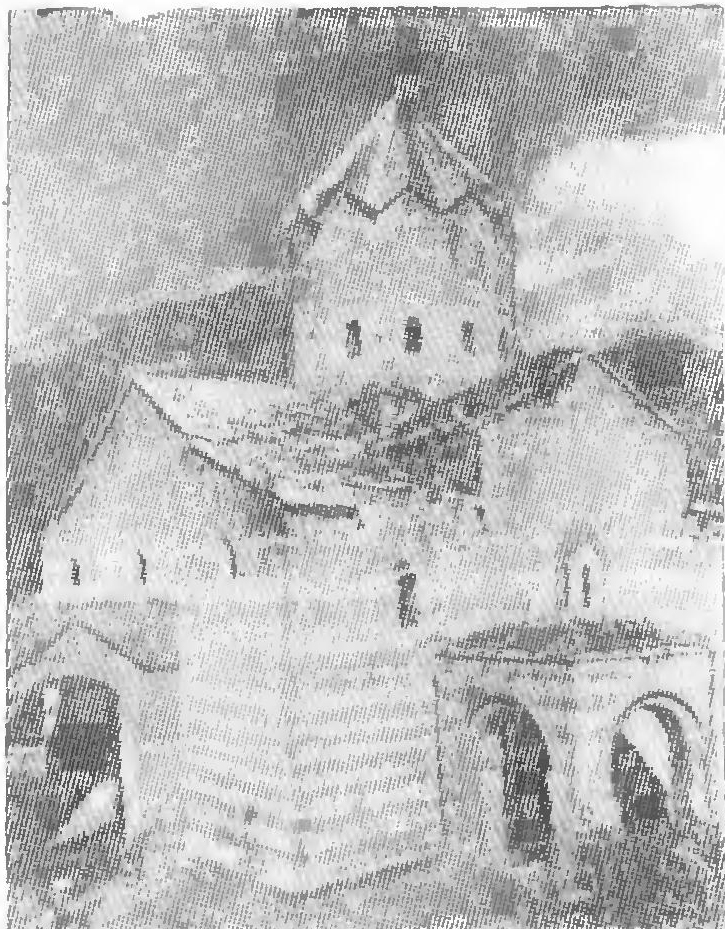
صومعه توماس مقدس (آگولیس) در اوایل سده ۲۰ام میلادی
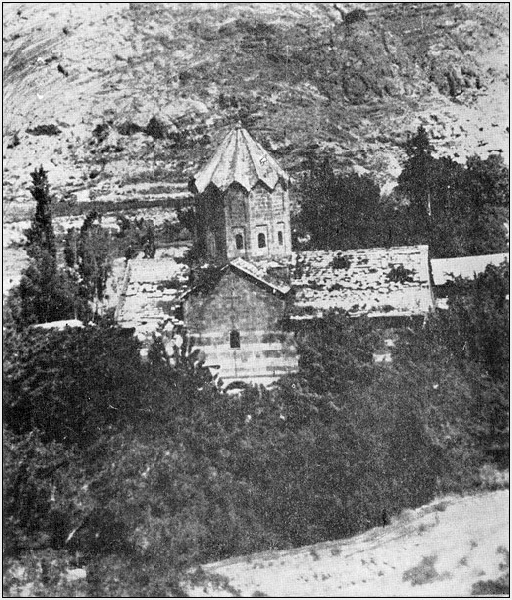
صومعه توماس مقدس (آگولیس)